# Caña de millo

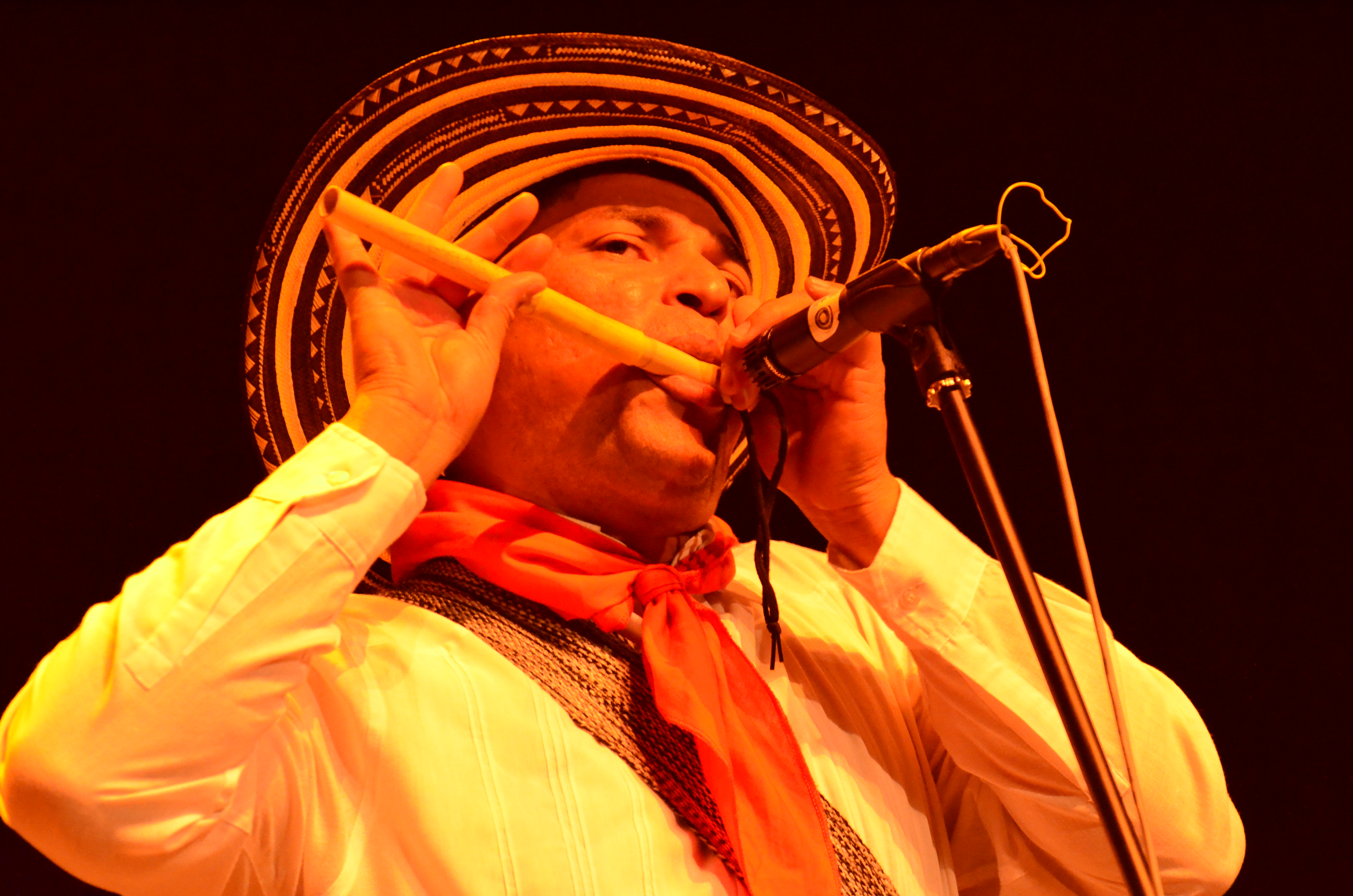

La caña de millo, flauta de millo o pito atravesado es un instrumento musical aerófono de origen indígena utilizado en la cumbia en la Costa Caribe colombiana. Es fabricada con caña de carrizo, corozo, millo, maíz, sorgo, mijo o pito formando un tubo abierto en los extremos, con una lengüeta vibrante cortada del mismo tubo y con cuatro orificios digitales. Se ejecuta de manera transversal y es utilizada por grupos de música tradicional folclórica llamados "grupos de millo". La caña de millo reemplaza a las gaitas en regiones de los departamentos del Atlántico y del Magdalena.

## Denominaciones
Recibe otras denominaciones como flauta travesera de millo, carrizo, lata o bambú. En el departamento del Atlántico se conoce como flauta o caña de millo, en las sabanas de Bolívar, Córdoba y Sucre como pito atravesado. El intérprete se denomina "cañamillero".

## Características
Es un instrumento abierto en sus dos extremos y mide de unos 20 a 30 centímetros de longitud. Se asemeja a una flauta pequeña, posee cuatro orificios tonales de aproximadamente 1,5 a 2 centímetros de diámetro, separados a 1, 1,5 o 3 centímetros cada uno. La lengüeta es delgada, se ubica en un extremo a unos 10 cm de los orificios, mide de 4 a 6 centímetros de largo por 4 a 6 milímetros de ancho. Por debajo del extremo fijo de la lengüeta pasa un hilo que impide su fijación y le permite vibrar. En la parte superior del instrumento se ata una cuerda para sujetarla con los dedos de la mano izquierda con excepción del pulgar que se utiliza para tapar y destapar el orificio del tubo cercano a la lengüeta vibratoria. La lengüeta se obtiene de la corteza de la caña y forma la embocadura por la cual entra y sale el aire mediante emisión e inmisión del ejecutante. Está dotada de un hilo pisado y sostenido por los dientes para modular el sonido y producir el efecto vibrado de los sonidos agudos, lográndose los más graves y nasales o bajos con el cierre de la abertura situada al extremo más próximo a la embocadura.

## Ejecución
La flauta de millo tiene una característica que la hace única en su género: la forma en que se producen algunas notas. Existen cuatro modos de producir las notas: la primera es la forma tradicional de soplar una flauta expulsando aire a través de la lengüeta, la segunda es inhalando el aire a través de la lengüeta para producir las notas más agudas de la flauta, la tercera es conocida como garganteo, la cual consiste en hacer vibrar la lengüeta con una exhalación de aire que se produce desde la garganta como si se estuviera haciendo gárgaras, y la  cuarta es expulsando el aire y tapando a la vez el agujero  del cilindro o tubo, este está del lado de la lengüeta; a este sonido se llama tapa'o  y se puede  variar  su tonalidad con tapar con los dedos los 4 agujeros digitales o de tonalidades. La flauta de millo se construye en diferentes tonalidades, desde si bemol hasta mi.